# Џастин Чејмберс
Џастин Вилман Чејмберс (енгл. Justin Willman Chambers; Спрингфилд, 11. јул 1970) амерички је глумац и бивши манекен. Познат је по улози др Алекса Карева у серији Увод у анатомију (2005—2020). Био је номинован за Награду по избору публике и награду Удружења филмских глумаца.

## Детињство, младост и образовање
Рођен је 11. јула 1970. године у Спрингфилду, у Охају. Син је Памеле и Џона Вилијама Јуџина Чејмберса II, који су радили као заменици полицијског официра. Као дете, желео је да постане стоматолог. Има два брата и две сестре. Како има брата близанца Џејсона, често су били хоспитализовани као деца због упорних напада упале плућа. Образовање је завршио у Саут Чарлстону, док се Џејсон преселио у Њујорк.

## Приватни живот
Године 1993. оженио се Кејшом Чејмберс, агентом агенције за манекене. Упознали су се док је Џастин снимао оглас за Calvin Klein где је Кејша била присутна. Добили су петоро деце. Усвојили су два напуштена пса, а такође имају и једног бигла.

## Филмографија

### Филм
| Улоге  |                                 |               |                  |             |
| Година | Српски назив                    | Изворни назив | Улога            | Напомена    |
| 1999.  | Домети слободе                  |               | Треј Тобелсетед  |             |
| 2001.  | Непланирано венчање             |               | Масимо Лензети   |             |
| 2001.  | Мускетар                        |               | Д’Артањан        |             |
| 2002.  |                                 |               | Рајан Имс        |             |
| 2003.  |                                 |               | немачки војник   | кратки филм |
| 2005.  | Јужњачке лепотице               |               | Рет Батлер       |             |
| 2005.  | Зодијак                         |               | Мет Париш        |             |
| 2008.  | Опасна веза                     |               | Дони Итон        |             |
| 2010.  |                                 |               | Шерман           | кратки филм |
| 2013.  | Сломљени град                   |               | Рајан Блејк      |             |
| 2013.  | Лига правде: Временски парадокс |               | Флеш / Бари Ален |             |

### Телевизија
| Улоге      |                      |               |                |                             |
| Година     | Српски назив         | Изворни назив | Улога          | Напомена                    |
| 1995.      |                      |               | Ник Хадсон     | 1 епизода                   |
| 1996.      |                      |               | Ник Касо       | 1 епизода                   |
| 1996.      |                      |               | Џорџ           | ТВ филм                     |
| 1996.      |                      |               | Рик            | 1 епизода                   |
| 1997.      |                      |               | Кол Клејборн   | ТВ филм                     |
| 1998.      |                      |               | Кејлеб Хаскел  | 2 епизоде                   |
| 1999.      |                      |               | старији Хокинг | ТВ филм                     |
| 2002.      | Хистерично слепило   |               | Рик            | ТВ филм                     |
| 2002.      | Злочини из прошлости |               | Крис Ласинг    | главна улога (1. сезона)    |
| 2004.      |                      |               | Чарлс Броди    | непродати ТВ пилот          |
| 2005—2020. | Увод у анатомију     |               | др Алекс Карев | главна улога (1—16. сезона) |
| 2009.      | Приватна пракса      |               | др Алекс Карев | 1 епизода                   |
| 2012.      | Бесрамници           |               | гангстер       | 1 епизода                   |
| 2022.      | Понуда               |               | Марлон Брандо  | мини-серија                 |